# Maxine Bell
Maxine Bell (6 de agosto de 1931) es una política y bibliotecaria estadounidense, fue miembro republicana de la Cámara de Representantes de Idaho.
Bell es aborigen de Logan, Utah. Fue educada en la Universidad de Idaho y en la Universidad Estatal Idaho del Sur. Es una bibliotecaria escolar retirada.
Bell fue elegida al Congreso de Idaho en 1988. Es una practicante mormona.